# Ацетат серебра
Ацета́т серебра́ — неорганическое соединение, соль металла серебра и уксусной кислоты с формулой {\displaystyle {\ce {CH3COOAg,}}} светочувствительные белые кристаллы, умеренно растворяется в воде.

## Получение
Растворением карбоната серебра(I) в уксусной кислоте:
{\displaystyle {\ce {Ag2CO3 + 2 CH3COOH ->}}}
{\displaystyle {\ce {-> 2 CH3COOAg + CO2 ^ + H2O}}}.

## Физические свойства
Ацетат серебра образует белые кристаллы.
Ацетат серебра в твёрдом виде состоит из 8-членных колец {\displaystyle {\ce {Ag2O4C2,}}} образованных парой ацетатных лигандов, объединяющих пару атомов серебра.
Растворяется в воде и этаноле.

## Применение
Применяется в лабораториях в реакциях как источник ионов серебра не содержащий окисляющих анионов. 